# Yabachō (metropolitana di Nagoya)
Yabachō (矢場町駅?, Yabachō-eki) è una stazione della metropolitana di Nagoya situata nel quartiere di Naka-ku, nel centro di Nagoya ed è servita dalla linea Meijō.

## Linee
Metropolitana di Nagoya
 Linea Meijō

## Struttura
La stazione, sotterranea, è servita dalla linea Meijō e possiede due marciapiedi laterali con binari passanti al centro.
| 1 | Linea Meijō | per Kanayama, Aratama-bashi e Nagoyakō |
| 2 | Linea Meijō | per Sakae, Ōzone e Motoyama            |

## Stazioni adiacenti
| «           | Servizio    | »           |
| Linea Meijō | Linea Meijō | Linea Meijō |
| ----------- | ----------- | ----------- |
| Kamimaezu   | -           | Sakae       |